# Przekształcenie rzutowe
Przekształcenie rzutowe (również transformacja rzutowa) – funkcja wzajemnie jednoznaczna, przeprowadzająca przestrzeń rzutową na siebie i zachowująca współliniowość punktów.
W wyniku przekształcenia rzutowego:
- proste pozostają prostymi, więc punkty współliniowe pozostają współliniowe (definicja przekształcenia rzutowego);
- krzywe stożkowe pozostają stożkowymi, jednak mogą stać się stożkowymi innego rodzaju, np. okrąg może zostać przekształcony w hiperbolę;
- zachowywany jest dwustosunek.